# Bergjaholmen
Bergjaholmen est une île norvégienne du comté de Hordaland appartenant administrativement à Bømlo.

## Description
Rocheuse et couverte d'arbres, elle s'étend sur environ 242 m de longueur pour une largeur approximative de 148 m.